# رهن عقاري مشترك
الرهن العقاري المشترك
الرهن العقاري المشترك أو إس إيه إم، هو رهن عقاري يوافق فيه المقرض على تلقي بعض أو كل السداد في شكل حصة من الزيادة في قيمة (تقدير) الممتلكات.

## فيالمملكة المتحدة
رهن التقدير المشترك
هو رهن عقاري يُرتب كشكل من أشكال الإفراج عن حقوق الملكية.  يقرض المقرض المقترضين مبلغًا رأسماليًا مقابل حصة من الزيادة المستقبلية في قيمة العقار. يحتفظ المقترضون بالحق في العيش في العقار حتى الوفاة.
الرهون العقارية التي جرى بيعها بالتقدير المشترك بين عامي 1996-1998 لم تتحول دائمًا إلى منتجات مفيدة للمقترضين الذين أخذوها.

### المبيعات والتسويق
جرى بيع نحو 12000 من الرهون العقارية ذات القيمة المشتركة من قبل بنك اسكتلندا بين نوفمبر  1996 وفبراير 1998، وجرى بيع نحو 3000 من قبل بنك "باركليز" بين مايو وأغسطس 1998. جرى بيعها من قبل بنك "اسكتلندا "من خلال المستشارين الماليين وسماسرة الرهن العقاري، ومن باركليز مباشرة  للمقترضين
. أقرض بنك" باركليز" ما مجموعه 100 مليون جنيه إسترليني من الرهون العقارية ذات القيمة المشتركة، وبالتالي فإن متوسط حجم كل من قروضهم سيكون نحو 33333 جنيهًا إسترلينيًا.
يذكر كتيب باركليز (وهي شركة بريطانية متعددة الجنسيات متخصصة في الاستثمار والخدمات المالية ومقرها في لندن) عن قروض الرهن العقاري ذات التقدير المشترك أنها "مصممة خصيصًا لاحتياجات وأنماط حياة صاحب المنزل الناضج البالغ من العمر 45 عامًا أو أكثر وللممتلكات التي تزيد قيمتها عن 60 ألف جنيه إسترليني".
. كانت تستهدف الأشخاص في الغالب  الذين يبلغون  من العمر 65 عامًا أو أكثر، ويجري تسويقها على أنها مثالية للأشخاص الذين سددوا رهنهم العقاري، مما يسمح لهم بالإفراج عن النقود المقيدة في منازلهم دون الاضطرار إلى البيع
في عام 2014، كان ما يقارب نصف قروض الرهن العقاري ذات التقدير المشترك لا تزال نشطة.
.

## فيالولايات المتحدة الأمريكية

### الرهونات التجارية
رهن التقدير المشترك هو رهن عقاري يوافق فيه المقرض على سعر فائدة أقل من سعر السوق السائد، مقابل حصة من القيمة المقدرة للممتلكات الإضافية.  تُعرف حصة القيمة المقدرة بالفائدة المحتملة، والتي تُحدد وتُستحق عند بيع العقار أو عند إنهاء الرهن العقاري.
من خلال المشاركة في تقدير قيمة العقار، يتحمل المُقرض مخاطر إضافية تتعلق بقيمته.  ومن ثم، فإذا كانت هذه المقايضة مواتية يعتمد على ظروف سوق الإسكان.  يختلف الرهن العقاري التشاركي عن اتفاقية المشاركة في رأس المال من حيث أن أصل القرض يكون التزامًا غير مشروط (إلى الحد الذي يضمنه العقار). وبالتالي، إذا انخفضت قيمة العقار، سوف يبقى  المقترض مدينًا بأصل ما تبقى مستحق الدفع أيًا كان، وإذا باع المقترض العقار مقابل خسارة، فإن الفائدة المحتملة هي ببساطة صفر.
تحدد الإيرادات الحاكمة 83-51 (1983) من دائرة الإيرادات الداخلية الشروط التي بموجبها يمكن اعتبار المصلحة الطارئة في الرهن العقاري المشترك معفاة من الضرائب.  على وجه الخصوص، يجب أن ينص الرهن العقاري التشاركي على التزام غير مشروط بدفع أصل الدين لتجنب إعادة توصيفه على أنه اتفاقية مشاركة في الأسهم، مما قد يؤدي إلى عواقب ضريبية مختلفة.  نظرًا لتعقيد قوانين الضرائب والشروط المصممة للحالات الفردية، يجب دائمًا تنفيذ الرهون العقارية الخاصة وغير التجارية التي تنطوي على تقدير مشترك من استشارة محامي عقارات.

#### في الإسكان ميسور التكلفة (ملكية منزل مدعوم)
تُستخدم شروط التقدير المشترك أيضًا من قبل الوكالات الحكومية غير الربحية والمحلية. يجري تنظيم قروض التقدير المشتركة هذه كرهون عقارية ثانية، ولكنها تعد "صامتة" من حيث أن المقترضين لا يدفعون أي مدفوعات حتى يبيعوا المنزل (أو في بعض الحالات، يعيدون تمويل الرهن العقاري الأول). .
في وقت البيع أو إعادة التمويل، يتعين على الأسرة سداد كامل مبلغ القرض بالإضافة إلى جزء من ارتفاع سعر المنزل.
. وبهذه الطريقة، فإن المبلغ المعاد إلى الكيان الداعم يعتمد على الزيادات في أسعار المساكن، مما يساعد على الحفاظ على "القوة الشرائية" للإعانات العامة.
يتمثل أحد الأساليب الشائعة لتصميم برامج قروض التقدير المشترك في إسناد نصيب التقدير المستحق عند بيع المنزل على الحصة من سعر الشراء الأصلي الذي جرى دعمه.
على سبيل المثال، إذا تلقت عائلة دعمًا بقيمة 50،000 دولار أمريكي لشراء منزل بقيمة 250 ألف دولار أمريكي، فسيُطلب من الأسرة منح المجتمع 20% (50 ألف دولار مقسومة على 250 ألف دولار أمريكي) من أي تقدير لسعر المنزل في وقت البيع، بالإضافة إلى سداد المبلغ الأولي  50،000 دولار.
يمكن وضع قيود إضافية على التقدير المشترك، مثل تقييد الربا بحد أقصى 6٪ فائدة فعالة على الأموال المُقرضة، كما هو الحال في مساعدة الدفعة المقدمة التي تقدمها مدينة سياتل.